# Distonia sensibile alla dopamina
La distonia sensibile alla dopamina è una sindrome genetica a trasmissione autosomica dominante facente parte del gruppo dei disordini del movimento e caratterizzata da un insieme di manifestazioni che comportano disfunzioni del movimento. È chiamata anche distonia di Segawa.

## Epidemiologia
Colpisce prevalentemente il sesso femminile e soprattutto l'infanzia, sebbene possa presentarsi anche durante l'adolescenza. I distretti anatomici maggiormente colpiti sono gli arti inferiori.

## Eziologia
La malattia è dovuta a una mutazione del gene denominato GCH1 situato sul cromosoma 14 che codifica per un enzima che, non direttamente, limita la sintesi della dopamina.

## Clinica
Si assiste clinicamente in primo luogo a una diminuzione progressiva della capacità di deambulazione che può arrivare a comportare una completa paralisi del paziente; inizialmente i disturbi sono meno marcati al mattino e aumentano durante il giorno, per diventare maggiori durante la sera. Il paziente ritrova sollievo quando va a letto e quando si sveglia il mattino seguente.
Le manifestazioni cliniche possono comportare una diagnosi errata, dal momento che i disturbi sono simili alla malattia di Parkinson nella forma giovanile.

## Trattamento
La terapia è farmacologica, prevede la somministrazione di levodopa e permette una buona prognosi.